# Xestipyge puncticulatum
Xestipyge puncticulatum är en skalbaggsart som beskrevs av Desbordes 1919. Xestipyge puncticulatum ingår i släktet Xestipyge och familjen stumpbaggar. Inga underarter finns listade i Catalogue of Life.